# Borgward Hansa 2400
Der Borgward Hansa 2400 war ein Pkw, den die Carl F. W. Borgward G.m.b.H. in Bremen von 1952 bis 1958 als Schrägheck- und als Stufenhecklimousine jeweils mit vier Türen baute.

## Geschichte
Die zu ihrer Zeit ungewöhnliche Schräghecklimousine war bereits 1951 unter der Bezeichnung Hansa 1800 als obere Abrundung des Angebotes auf der 34. IAA in Frankfurt zu sehen. 1952 wurde jedoch ein Hansa 1800 als stärker motorisierter Nachfolger des Borgward Hansa 1500 vorgestellt. Die Serienfertigung des neuen Modells begann im Oktober desselben Jahres unter dem Namen „Hansa Vierundzwanzighundert“ mit einem fast 2,4 Liter großen Sechszylindermotor.
Als zweite Form folgte 1953 eine in Radstand und Gesamtlänge um 20 cm verlängerte konservative Stufenhecklimousine mit der Bezeichnung Borgward Hansa 2400 Pullman, die auf der IAA 1953 in Frankfurt am Main ausgestellt wurde.
1955 wurde die Produktion der Schrägheckversion eingestellt und die Stufenhecklimousine wuchs im Zuge einer Modellpflege noch einmal um 15 cm in der Gesamtlänge auf 481 cm. Die Motorleistung wurde zudem auf 100 PS gesteigert. Die Produktion des Borgward Hansa 2400 endete 1958 nach 1399 Exemplaren. (Der Verband der Automobilindustrie nennt in seiner Statistik mit 1388 Fahrzeugen eine etwas geringere Zahl.) Das Auto war ob seines technischen Aufwandes für den Hersteller nie rentabel. Nachfolger des 2400 wurde 1959 der „Große Borgward“ P 100.

## Karosserie

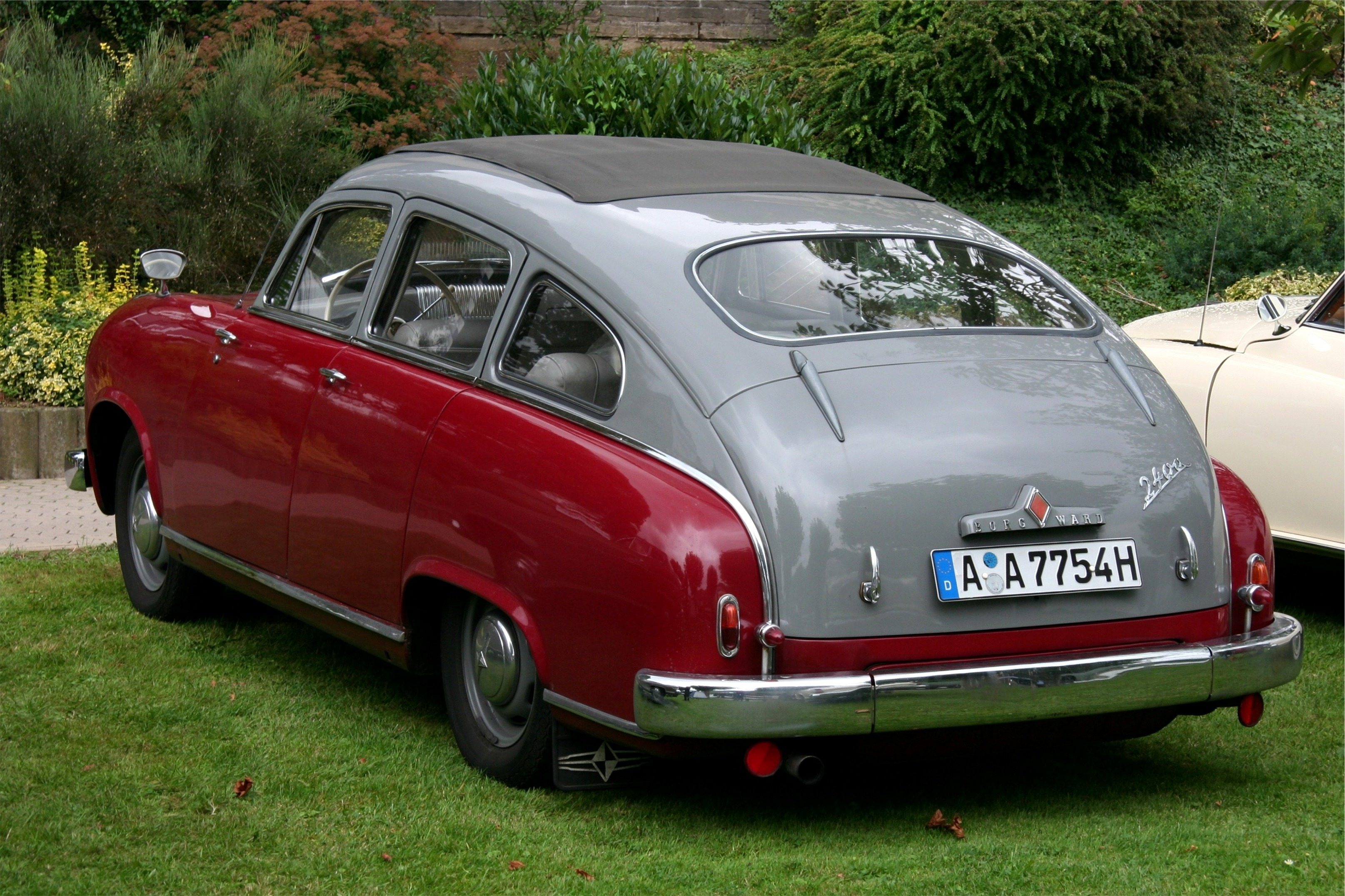
Heckansicht

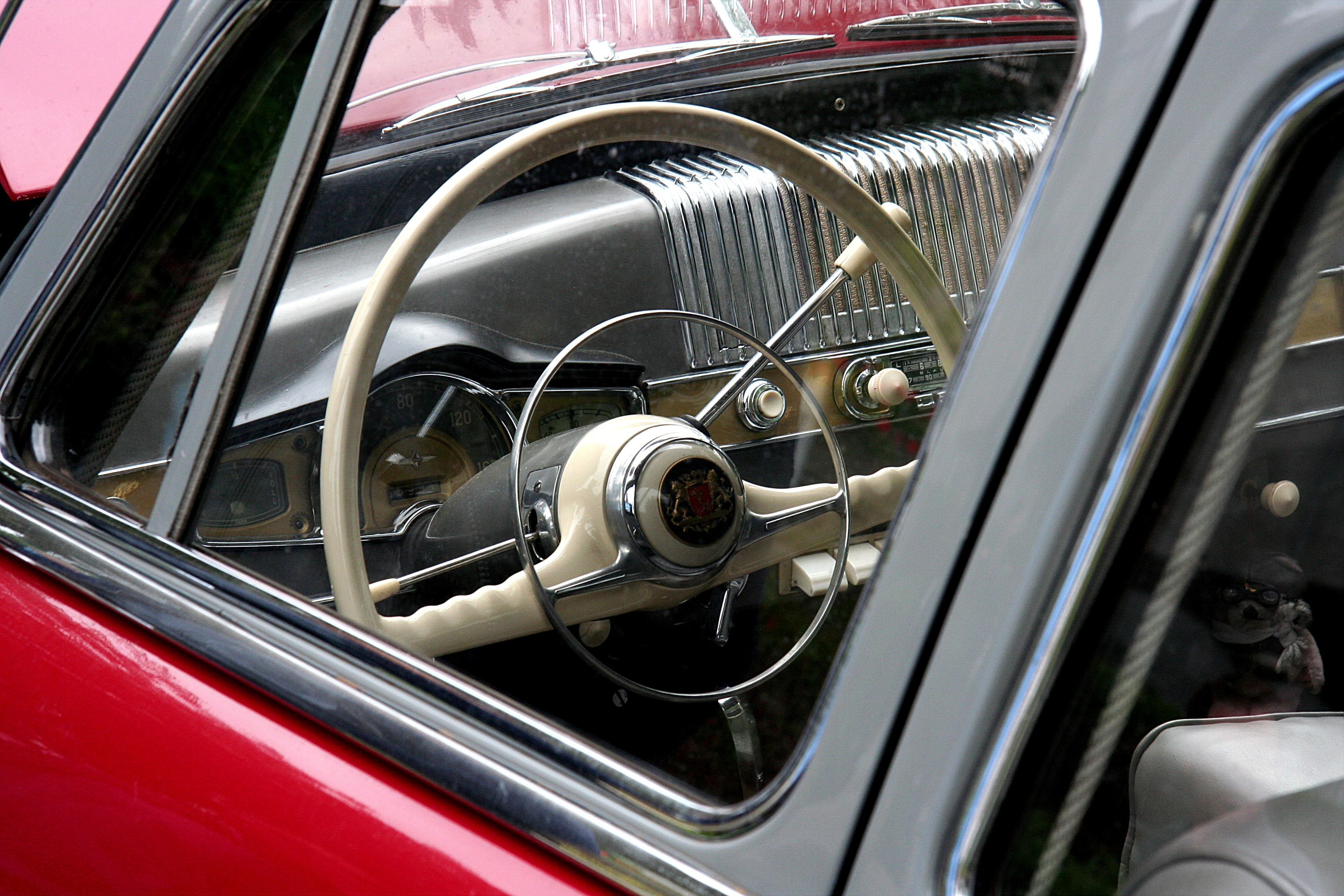
Armaturenbrett der Schräghecklimousine

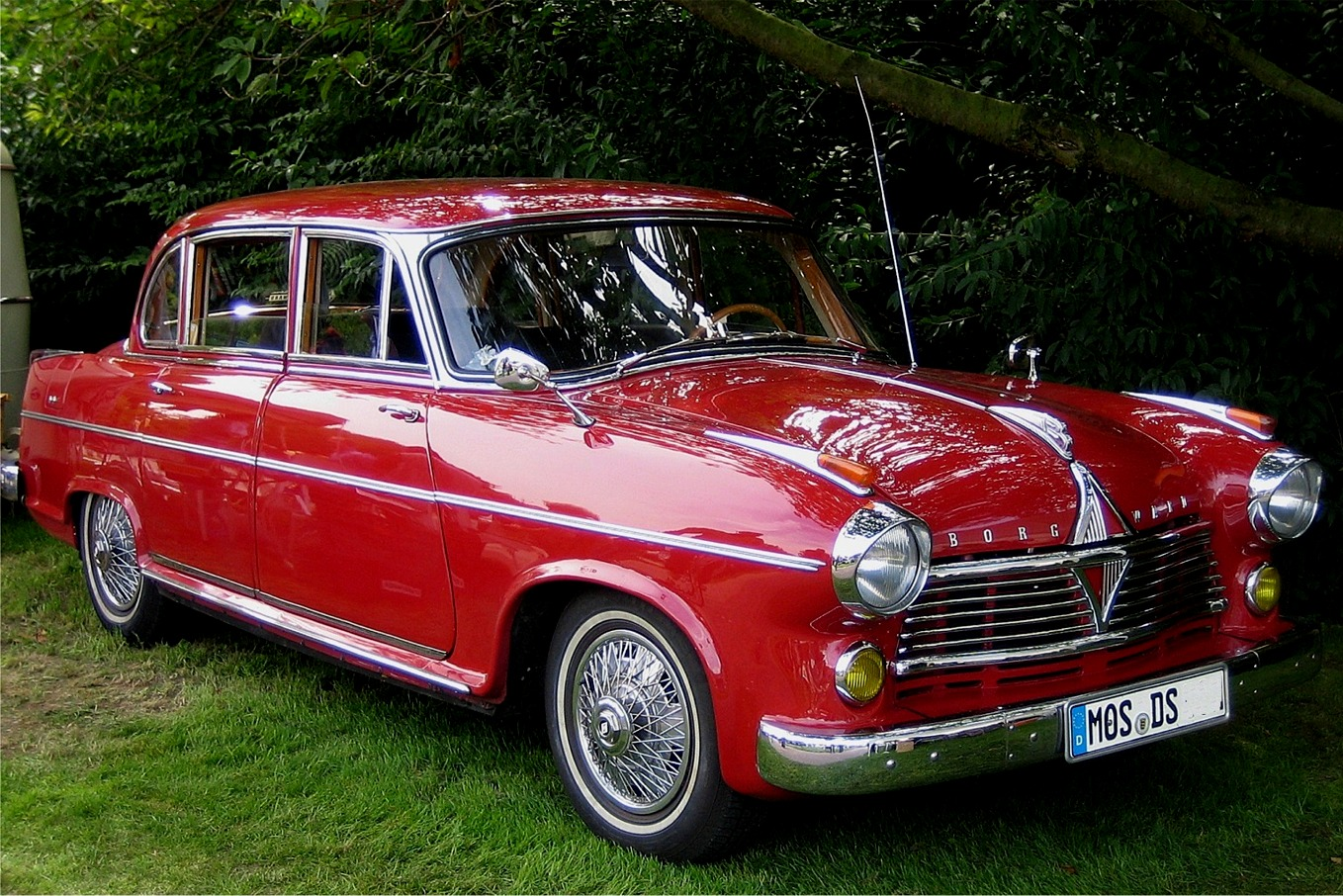
Borgward Hansa 2400 Pullman (1955–1958)

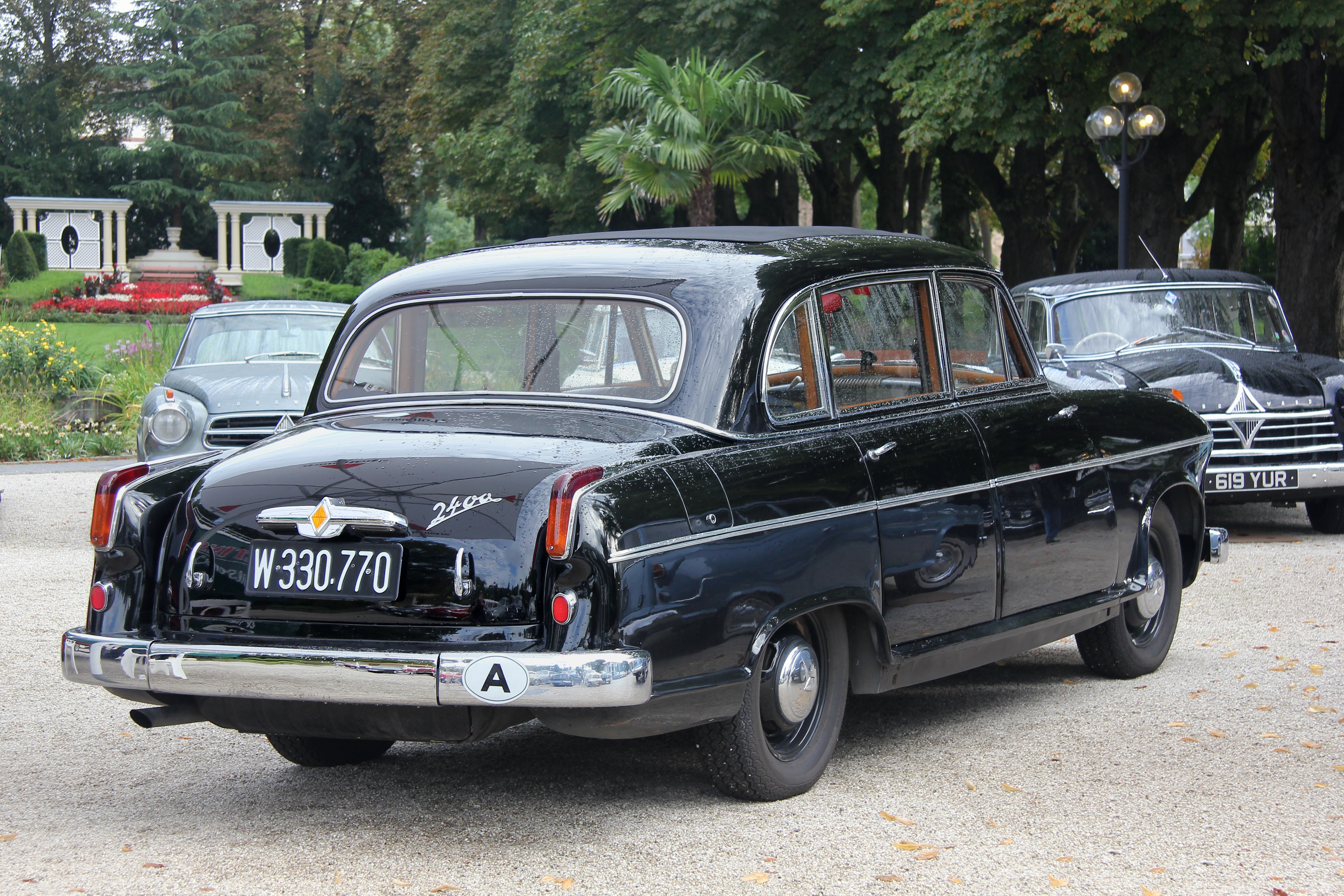
… aus Österreich

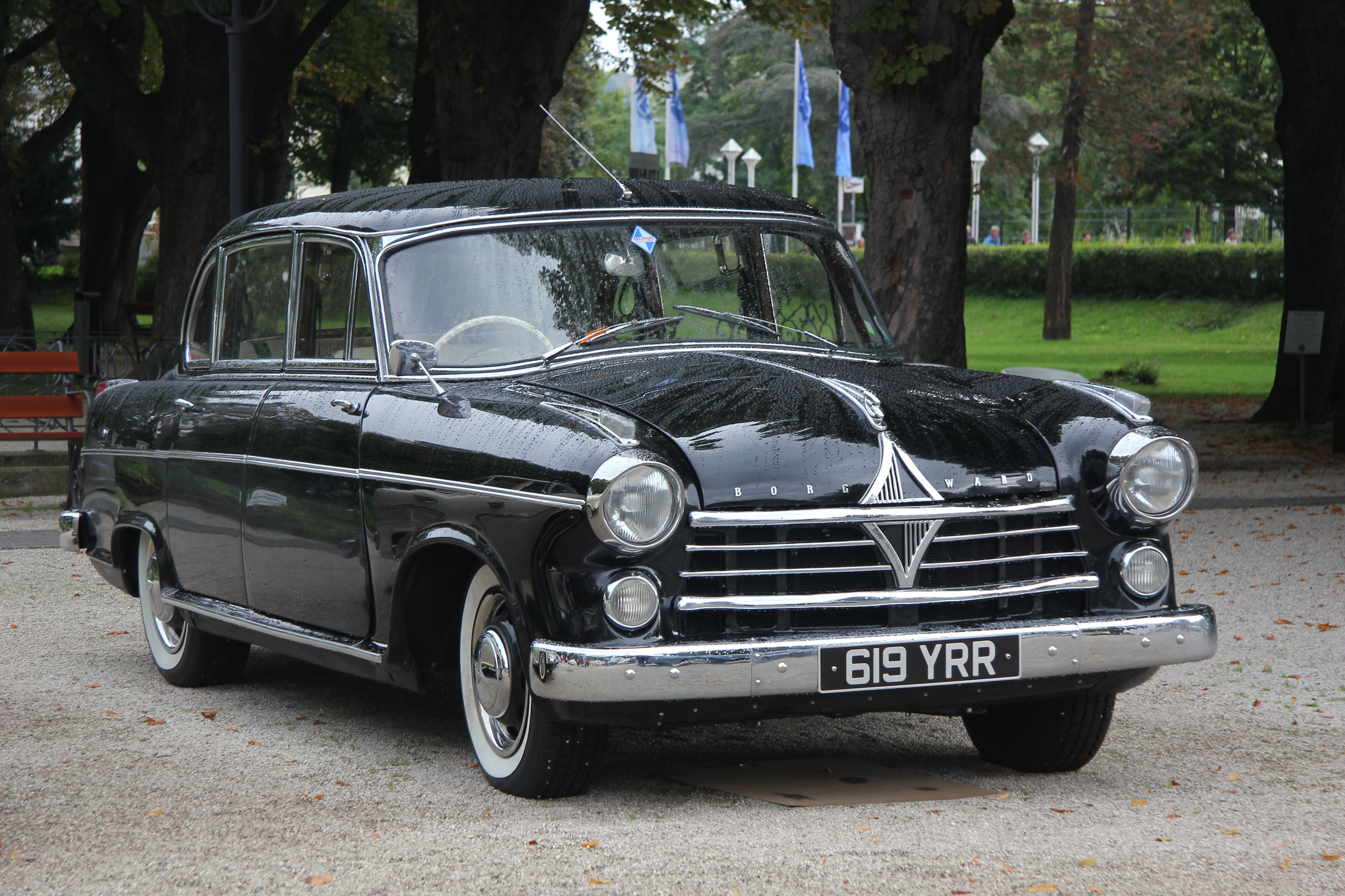
… und mit Rechtslenkung aus England

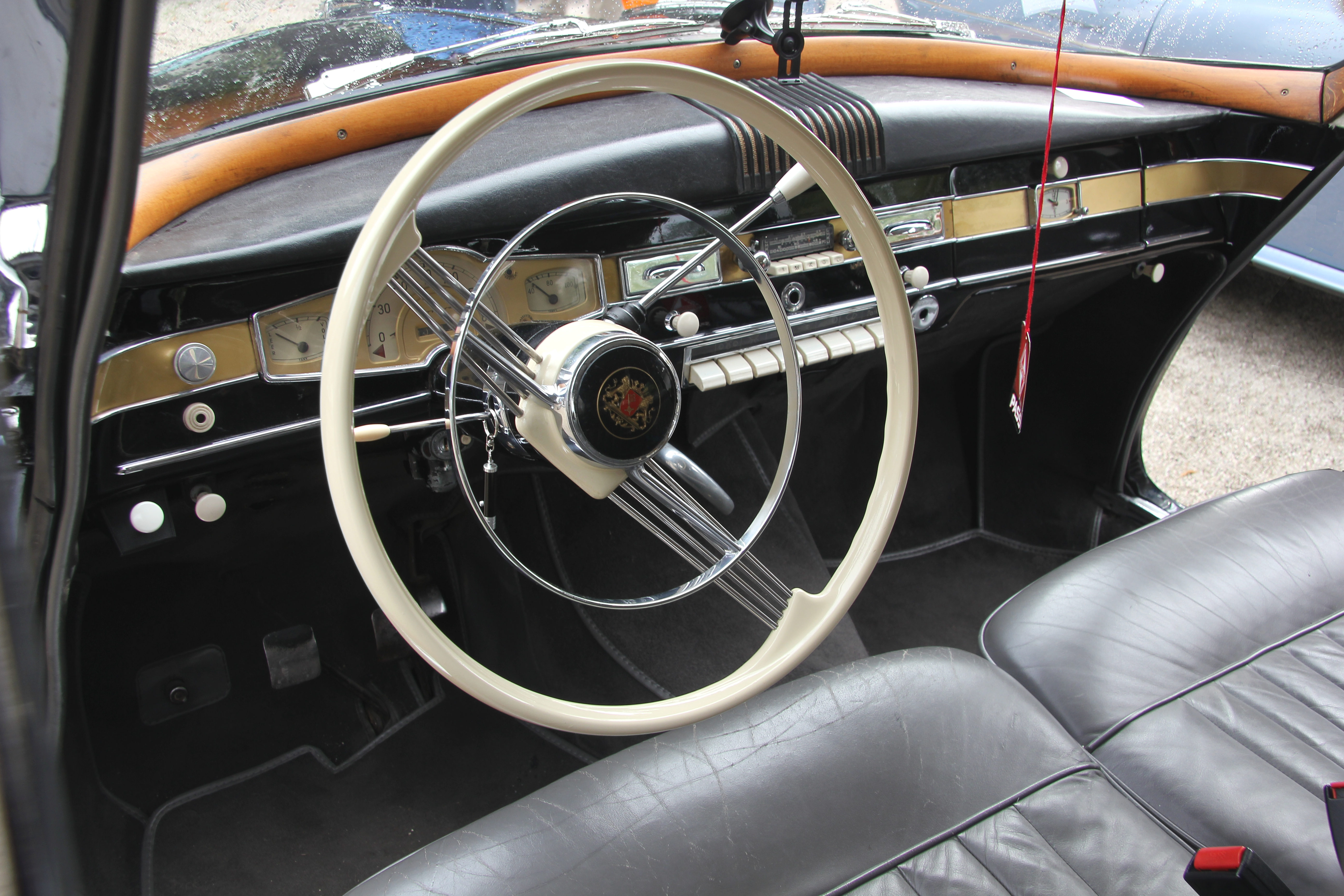
Armaturenbrett und Lenkrad des Borgward Hansa 2400 II

Der Borgward Hansa 2400 hatte eine viertürige selbsttragende Ganzstahlkarosserie, die fünf bis sechs Personen Platz bot. Vor allem die Schrägheckversion galt als „ästhetisch und technisch vollendet“. Darüber hinaus war sie mit einem Luftwiderstandsbeiwert von 0,363 ungewöhnlich strömungsgünstig (Borgward Isabella 0,442). Wie beim Hansa 1500 waren die Kotflügel in die Seitenteile einbezogen, was bei einer Außenbreite von „nur“ 1780 mm dennoch einen breiten Innenraum ermöglichte. Die Türen der Schräghecklimousine waren hinten angeschlagen, die vorderen Türen des „Pullmans“ bzw. der Stufenheckversion ebenfalls hinten, die hinteren aber vorn. Der Kofferraum war von außen zugänglich. Die Sitze hatten Schaumgummipolster und Armlehnen. Am Armaturenbrett befanden sich „Klaviertasten“ (Drucktasten) für Starterklappe, Beleuchtung usw. Die Heizung ließ sich für beide Seiten des Wagens getrennt regeln. Auf Wunsch war der „Pullman“ mit einer Trennscheibe zwischen Chauffeur und Fahrgästen im Fond lieferbar. Als nachteilig erwiesen sich bei beiden Versionen die ausladenden unteren Ecken der vorderen Türen, die in engen Parklücken oder Garagen nur geringe Öffnungswinkel zuließen. 
Im 1955 neu gestalteten Hansa 2400 gab es für die Fondpassagiere verstellbare Fußstützen und das Reserverad war in einem separaten, von außen zugänglichen Fach unter dem Kofferraum untergebracht. Um an das Reserverad zu gelangen, wurde das Mittelstück des hinteren Stoßfängers nach unten geklappt.

## Motor, Getriebe und Fahrwerk
Der Hansa 2400 hatte während der gesamten Bauzeit einen über der Vorderachse eingebauten wassergekühlten 6-Zylinder-Reihenmotor mit unten liegender Nockenwelle und hängenden Ventilen. Der Hubraum von zunächst 2337 cm³ wurde im März 1957 auf 2240 cm³ reduziert. Die Motoren der ersten Bauserie erzielten eine Leistung von 82 PS (60 kW); ab 1955 waren es 100 PS (74 kW), die eine Höchstgeschwindigkeit von 155 km/h ermöglichten. Eine Besonderheit war die hydraulisch betätigte Kupplung.
Anstelle des anfänglichen 3-Gang-Getriebes war ab März 1953 ein 4-Gang-Getriebe lieferbar, genau wie das 3-Gang-Getriebe mit Lenkradschaltung. Außerdem bot Borgward ein 3-Gang-Automatik- beziehungsweise ein Strömungsgetriebe mit Drehmomentwandler an. Dieses von Borgward entwickelte Automatikgetriebe erwies sich als äußerst störanfällig und dürfte einer der Gründe dafür gewesen sein, dass dem Hansa 2400 ein nur geringer Verkaufserfolg beschieden war.
Die Räder des Hansa 2400 waren einzeln aufgehängt: vorn an oberen und unteren Querlenkern mit Schraubenfedern und Teleskopstoßdämpfern, die Antriebsräder an einer Pendelachse, ebenfalls mit Schraubenfedern und Teleskopstoßdämpfern. Die Fußbremse wirkte hydraulisch auf alle vier Räder (ab 1955 mit Servounterstützung), die Handbremse mechanisch auf die Hinterräder.

## Technische Daten
| Fahrzeugtyp:               | 2400 Schrägheck (1952–1955)                                                | 2400 Pullman (1953–1955)                                                   | 2400 Pullman (1955–1958)                                                   |
| -------------------------- | -------------------------------------------------------------------------- | -------------------------------------------------------------------------- | -------------------------------------------------------------------------- |
| Motor                      | Sechszylinder-Reihenmotor (Viertakt)                                       | Sechszylinder-Reihenmotor (Viertakt)                                       | Sechszylinder-Reihenmotor (Viertakt)                                       |
| Hubraum                    | 2337 cm³ (2240 cm³ ab März 1957)                                           | 2337 cm³ (2240 cm³ ab März 1957)                                           | 2337 cm³ (2240 cm³ ab März 1957)                                           |
| Bohrung × Hub              | 78 × 81,5 mm (75 × 84,5 mm ab März 1957)                                   | 78 × 81,5 mm (75 × 84,5 mm ab März 1957)                                   | 78 × 81,5 mm (75 × 84,5 mm ab März 1957)                                   |
| Leistung bei 1/min         | 82 PS (60 kW) bei 4500                                                     | 82 PS (60 kW) bei 4500                                                     | 100 PS (74 kW) bei 5000                                                    |
| Max. Drehmoment bei 1/min  | 162 Nm bei 2400                                                            | 162 Nm bei 2400                                                            | 158 Nm bei 2200                                                            |
| Verdichtung                | 6,9 : 1                                                                    | 6,9 : 1                                                                    | 8,1 (8,2) : 1                                                              |
| Ventilsteuerung            | unten liegende Nockenwelle (OHV)                                           | unten liegende Nockenwelle (OHV)                                           | unten liegende Nockenwelle (OHV)                                           |
| Kühlung                    | Wasser/Pumpe                                                               | Wasser/Pumpe                                                               | Wasser/Pumpe                                                               |
| Getriebe                   | 3-Gang, ab März 1953 4-Gang, Lenkradschaltung (wahlweise 3-Gang-Automatik) | 3-Gang, ab März 1953 4-Gang, Lenkradschaltung (wahlweise 3-Gang-Automatik) | 3-Gang, ab März 1953 4-Gang, Lenkradschaltung (wahlweise 3-Gang-Automatik) |
| Radaufhängung vorn         | doppelte Querlenker                                                        | doppelte Querlenker                                                        | doppelte Querlenker                                                        |
| Radaufhängung hinten       | Pendelachse                                                                | Pendelachse                                                                | Pendelachse                                                                |
| Federung                   | Schraubenfedern mit Teleskopstoßdämpfern                                   | Schraubenfedern mit Teleskopstoßdämpfern                                   | Schraubenfedern mit Teleskopstoßdämpfern                                   |
| Karosserie                 | selbsttragende Ganzstahlkarosserie                                         | selbsttragende Ganzstahlkarosserie                                         | selbsttragende Ganzstahlkarosserie                                         |
| Spurweite vorn/hinten      | 1360/1420 mm                                                               | 1360/1420 mm                                                               | 1360/1420 mm                                                               |
| Radstand                   | 2620 mm                                                                    | 2820 mm                                                                    | 2820 mm                                                                    |
| Reifengröße                | 6.40–15″                                                                   | 6.70–15″                                                                   | 6.70–15″                                                                   |
| Länge                      | 4460 mm                                                                    | 4660 mm                                                                    | 4810 mm                                                                    |
| Breite                     | 1780 mm                                                                    | 1780 mm                                                                    | 1780 mm                                                                    |
| Höhe                       | 1540 mm                                                                    | 1540 mm                                                                    | 1540 mm                                                                    |
| Leergewicht                | ca. 1400 kg                                                                | ca. 1500 kg                                                                | ca. 1540 kg                                                                |
| Zulässiges Gesamtgewicht   | 1800 kg                                                                    | 1900 kg                                                                    | 1925 kg                                                                    |
| Kraftstoffverbrauch/100 km | ca. 11–13 l                                                                | ca. 12–14 l                                                                | ca. 11–13 l                                                                |
| Höchstgeschwindigkeit      | 150 km/h                                                                   | 150 km/h                                                                   | 155 km/h                                                                   |
| Preis                      | 12.950,00 DM                                                               | 15.450,00 DM                                                               | 12.500,00 DM                                                               |
| Produzierte Fahrzeuge      | 743 Stück                                                                  | 311 Stück                                                                  | 345 Stück                                                                  |

Mit dem Automatikgetriebe stieg das Leergewicht um ca. 40 kg. 

## Produktionszahlen
| Jahr | 1952 | 1953 | 1954 | 1955 | 1956 | 1957 | 1958 | SUMME |
| ---- | ---- | ---- | ---- | ---- | ---- | ---- | ---- | ----- |
|      | 96   | 670  | 216  | 77   | 115  | 97   | 117  | 1388  |

Die Angaben sind aus Werner Oswald Deutsche Autos 1945-1975 von 1979 entnommen.
Weitere Quelle: